# Bonaventura Bassegoda i Amigó
Bonaventura Bassegoda i Amigó (Barcelona, 1862-1940) fue un escritor y arquitecto español. 

## Biografía
Era hijo de Bonaventura Bassegoda i Mateu, paleta, y sobrino del contratista Pere Bassegoda i Mateu. Fueron hermanos suyos: Joaquim Bassegoda i Amigó, también arquitecto; y Ramon-Enric Bassegoda i Amigó, médico. Fue secretario de la Junta Permanente de la Unió Catalanista para la Asamblea de Olot de 1897. Militó en la Lliga de Catalunya y fue miembro de la Academia de las Buenas Letras y de la Real Academia Catalana de Bellas Artes de San Jorge.
Como escritor fue premiado en los Juegos Florales de 1880, 1881, 1884 y 1885. También fue redactor de La Renaixença, La Ilustració Catalana y L'Avenç, y colaboró desde 1905 en el Diario de Barcelona y, después, en La Vanguardia. 
Como arquitecto participó en el plan de reforma de Barcelona. Sus obras más representativas son la casa Rocamora (entre el paseo de Gracia y la calle Caspe), la casa Berenguer (calle de la Diputación) y el colegio Comtal (1909, primer premio en el Concurso anual de edificios artísticos), en Barcelona, el Casino del Masnou, la casa Malagrida en Olot y el ayuntamiento de Premiá de Dalt. También realizó el Segundo Misterio de Gloria para el Rosario Monumental de Montserrat y la capilla del colegio La Salle Bonanova.
Fue padre de los también arquitectos Pere-Jordi Bassegoda i Musté y Bonaventura Bassegoda i Musté, y abuelo de Joan Bassegoda i Nonell y Bonaventura Bassegoda i Nonell.

## Obras
- Viva l'avi! (1885)
- Pluja d'estiu (1886)
- Quaranta graus al sol (1886)
- Mero (1887)
- Joc de cartes (1887)